# Beatriz Escribano Rodríguez de Robles
Beatriz Escribano Rodríguez de Robles (Barcelona, 1955) és una enginyera tèxtil, llicenciada en Humanitats i Doctora en Sostenibilitat, Tecnologia i Humanisme per l'Escola Superior d'Enginyeries Industrial, Aeroespacial i Audiovisual de Terrassa de la UPC. Va obtenir la seva formació acadèmica a la Universitat Politècnica de Catalunya (UPC) i a la Universitat Oberta de Catalunya, dedicant-se principalment a la recerca i a la docència en temes relacionats amb la sostenibilitat i la gestió de l'aigua.

## Formació acadèmica
Beatriz Escribano va iniciar els seus estudis en enginyeria tèxtil a la UPC, especialitzant-se en mecànica. Va continuar la seva formació acadèmica obtenint la llicenciatura en Humanitats per la Universitat Oberta de Catalunya. Posteriorment, va completar el seu doctorat en Sostenibilitat, Tecnologia i Humanisme a la Càtedra Unesco de la UPC.
El 1996, Escribano es va unir a la Càtedra UNESCO de Sostenibilitat de la Universitat Politècnica de Catalunya com a experta en tecnologies sostenibles per a la gestió de l'aigua. Ha tractat temes com els conflictes per l'aigua i l'escassetat de recursos hídrics a escala global. La seva carrera docent ha estat lligada a les escoles d'enginyeria de Terrassa, on ha estat professora del Departament d'Enginyeria Tèxtil.
Ha estat professora a les escoles d'enginyeria de Terrassa des que es va incorporar a la Universitat Politècnica de Catalunya, vinculada al Departament d'Enginyeria Tèxtil.
El 2000, va ser una de les impulsores del primer Congrés Nacional de les Dones i l'Enginyeria, juntament amb la Núria Salán, un esdeveniment que ha evolucionat fins a convertir-se en la trobada "Dona, Ciència i Tecnologia". L'any 2002, va formar part de l'equip que va rebre el 5è Premi UPC a la Qualitat en la Docència Universitària pel projecte multimèdia MaiT, destinat a la formació ambiental a la UPC.
L'any 2002, va formar part de l'equip docent guardonat amb el 5è Premi UPC a la Qualitat en la Docència Universitària, atorgat pel Consell Social de la UPC, amb el projecte MaiT, Medi ambient i tecnologia; una eina d'autoaprenentatge multimèdia per a la formació ambiental a la UPC.
Entre 2004 i 2010, Escribano va desenvolupar la seva tesi doctoral sobre la metodologia d'anàlisi temporal per avaluar l'escassetat d'aigua dolça a la regió del golf de Guinea. Per avançar en la seva recerca, va ser convidada per la Universidad Nacional Autónoma de México (UNAM) durant el curs acadèmic 2008-2009.
L'any 2021 va ser seleccionada com a una de les 50 dones UPC, una iniciativa que va néixer amb l'objectiu institucional de donar visibilitat a les dones del centre, acadèmiques o titulades, que han tingut impacte en la societat des del vessant de la recerca, la transferència, la docència, el compromís social i la transferència i fruit de la col·laboració dels centres docents de la UPC, i neix de la celebració del cinquantenari de la UPC.
Escribano ha estat directora de la revista Sostenible?, de la Càtedra UNESCO de Sostenibilitat, els anys 2011-2012-2013 coordinant els números 13, 14 i 15, i membre del Grup de Recerca en Ciència i Tecnologia de la Sostenibilitat de la UPC. Ha participat com a observadora de la UPC en diverses conferències sobre el canvi climàtic organitzades per la Convenció Marc de les Nacions Unides sobre el Canvi Climàtic (CMNUCC).
Membre del grup sobre el Governament del Canvi Climàtic que forma part del Grup de Recerca en Ciència i Tecnologia de la Sostenibilitat de la UPC. Ha participat com observadora de la UPC La Convenció Marc sobre el Canvi Climàtic o Convenció Marc de les Nacions Unides sobre el Canvi Climàtic, també denominada per les sigles CMNUCC, en la jornada preparatòria en 2015 en Bonn, en desembre a París l'any 2015 i en desembre de l'any 2019 a Madrid.
Tot i estar jubilada, continua activa com a directora acadèmica del Diploma Sènior Universitari en Ciència, Tecnologia i Societat a l'Escola Superior d'Enginyeries Industrial, Aeroespacial i Audiovisual de Terrassa (ESEIAAT), un projecte ja consolidat adreçat a majors de 55 anys que vulguin aprofundir en diferents matèries i obtenir un coneixement transversal amb l'objectiu de fer més saludable l'envelliment actiu i pel plaer d’aprendre.
L'any 2019 es va presentar com a candidata a la vicepresidència i l'any 2021 a la presidència de l'Observatori de l'Aigua de Terrassa (OAT), on actualment coordina el grup de treball de Qualitat i Sabor de l'Aigua. Imparteix docència sobre tecnologia i sostenibilitat i dona conferències sobre la gestió sostenible de l'aigua.
Beatriz Escribano destaca pel seu compromís amb la sostenibilitat. Ha participat en l'avaluació de treballs de recerca de batxillerat i projectes de cicles formatius en arquitectura, ciència i tecnologia sostenibles, i forma part del Comitè organitzador de la Càtedra UNESCO.

## Premis
Escribano ha estat reconeguda per la seva excel·lència en docència i recerca. Va rebre el 5è Premi UPC a la Qualitat en la Docència Universitària pel projecte MAiT: Medi Ambient i Tecnologia, una eina multimèdia d'autoaprenentatge per a la formació ambiental a la UPC.

## Vida privada
Beatriz Escribano té una forta afició pels esports, especialment el tennis i el bridge. L'any 2010, va formar part del grup del Torneig Hoquei Solidari, on va ser responsable de la secció de tennis.
En tennis, ha estat premiada amb la Raqueta d'Or del Club Egara el 2013. Com a capitana i jugadora, el seu equip va obtenir diversos reconeixements:
- Subcampiones de Catalunya, categoria or pel Club Egara Veteranes +35 per equips.
- Campiones de Catalunya per comarques en la categoria Veteranes +30 els anys 2001, 2002 i 2006 per equips.

En representació de la secció de bridge del Club Egara, el seu equip va assolir el tercer lloc en tres ocasions en la 3a categoria. L'últim cop, el seu equip va aconseguir ser Campions de Catalunya en Equips Interclubs 2011, Grup A.

## Obra publicada
- Alcaraz, O.; Prieto, J.A.; Antequera , J.; Buenestado, P.; Escribano, B.; Turon, A.; Xercavins, J. 2015. The Carbon budgets that will prevent the average temperature of the earth's surface from increasing by more than 2oC when compared with the temperature of the pre-industrial era. Barcelona: Group Governance Climate Change, Universitat Politècnica de Catalunya. ISBN 9788460685920.
- Alcaraz Sendra, Olga; Buenestado Caballero, Pablo; Escribano Rodríguez de Robles, Beatriz; Sureda Carbonell, Bàrbara; Turon Florenza, Albert; Xercavins, Josep. Distributing the global carbon budget with climate justice criteria. Climatic change, 149, 131–145 (2018). {{format ref}} https://doi.org/10.1007/s10584-018-2224-0
- Carrera-Gallissà, E.; Carrera-Gallissà, E.; Barcelo, M.; Casanovas, X; Escalas-Cañellas, A.; Escribano, B.; Martinez, J.; Morato, J.; Nadeu, C.; Romeu, J.; Sans, R.; Salan, N.; Verdu, AMC.; Xercavins, J. Medi Ambient i Tecnologia: educació ambiental a l'enginyeria. Data de publicació: 09/2000
- Carrera-Gallissà, E.; Barcelo, M.; Casanovas, X; Escalas-Cañellas, A.; Escribano, B.; Martinez, J.; Morato, J.; Nadeu, C.; Sans, Ramon; Romeu, J.; Salan, N.; Verdu, AMC.; Xercavins, J. Tecnologia i Sostenibilitat. Data de publicació: 09/2002
- Carrera-Gallissà, E.; Barcelo, M.; Casanovas, X; Escalas-Cañellas, A.; Escribano, B.; Martinez, J.; Morato, J.; Nadeu, C.; Romeu, J.; Sans, R.; Salan, N.; Verdu, AMC.; Xercavins, J. MAiT "Medi Ambient i Tecnologia". Una eina d'autoaprenentatge multimèdia per a la formació ambiental a la UPC. Data de publicació: 04/2003
- De Felipe, J.J.; Sureda, B.; Cruz, I.; Álvarez, M.; Amat, Esteve; Bofill, J.; Carrera-Gallissà, E.; Cifuentes, P.; Escribano, B.; Jurado, A.; Lazzarini, B.; Londoño, J.; Lopez, M.; Morales, L.; Vives, J. Informe de sostenibilitat de Catalunya 2006. Data de publicació: 01/2009
- Escribano, B.; Cot, M.A. Avaluació de l'assignatura Tecnologies Ambientals i Sostenibilitat l'any acadèmic 2015-2016 a l'EET [en línia]. 2016. [Consulta: 4 Abril 2024]. Disponible a: {{format ref}} http://hdl.handle.net/2117/101550
- Escribano, B.; Cot, M.A. Avaluació de l'assignatura Tecnologies Mediambientals i Sostenibilitat l'any acadèmic 2014-2015 a l'EET [en línia]. 2015. [Consulta: 4 Abril 2024]. Disponible a: {{format ref}} http://hdl.handle.net/2117/76665.
- Escribano, B.; Martinez, J.; Cot, M.A. Implementació, avaluació i millora d'una assignatura sostenibilista comú dels graus de l'Escola d'Enginyeria de Terrassa en el marc de l'EEES mitjançant una prova pilot: technologies medioambientals i sostenibilitat en l'any acadèmic 2013-2014 [en línia]. 2014. [Consulta: 4 Abril 2024]. Disponible a: {{format ref}} http://hdl.handle.net/2117/76673
- Escribano, B.; Calleros, A.; Villanueva, B. Apropar-se als desequilibris. Data de publicació: 08/03/2013
- Escribano, B.; Calleros, A. Apropar-se al desenvolupament a escala humana. tecde publicació: 26/11/2014
- Hernández, M. [et al.]. Informe sobre la Competència de Sostenibilitat i Compromís Social a la Universitat Politècnica Catalunya [en línia]. 2016. [Consulta: 4 Abril 2024]. Disponible a: {{format ref}} http://hdl.handle.net/2117/100975.
- Prieto, J.A.; Alcaraz, O.; Antequera , J.; Buenestado, P.; Escribano, B.; Turon, A.; Xercavins, J. Proposal Volume III: INDC'S evaluation. Data de publicació: 08/2015
- Prieto, J.A.; Alcaraz, O.; Antequera , J.; Buenestado, P.; Escribano, B.; Turon, A.; Xercavins, J. Proposal Volume II: For all the GHG emissions. Data de publicació: 08/2015
- Xercavins, Josep. Recerca del Grup sobre Governament del Canvi Climàtic (GGCC)
- Xercavins, J.; Alvarez, J.; Antequera , J.; Carrera-Gallissà, E.; Casanovas, X.; Cervantes, G.; Cortina, A.; Escribano, B.; Albert, F.; Margarita, F.; Germain, J.; Martinez, J. Qüestions conceptuals metodològiques i bibliogràfiques entorn a les agendes 21. Data de publicació: 01/01/2000
- Xercavins, J.; Alvarez, J.; Antequera , J.; Carrera-Gallissà, E.; Casanovas, X.; Cervantes, G.; Cortina, A.; Escribano, B.; Albert, F.; Margarita, F.; Germain, J.; Martinez, J. Agenda 21 local de Sant Boi de Llobregat. Data de publicació: 31/10/2002